# 둑까
둑까(아랍어: دقة) 또는 다아(이집트 아랍어: دقة)는 이집트 및 팔레스타인의 가자 지구 등에서 먹는 배합 양념이다. 허브와 견과류, 향신료를 배합해 만들며, 주로 빵이나 채소 등을 찍어먹는 딥으로 쓰인다. 고기 등을 양념할 때 쓰기도 한다.

## 만들기
볶은 밀쌀에 깟씨와 쿠민, 캐러웨이 등의 향신료, 민트, 딜 등의 허브, 그리고 볶은 참깨 등의 견과류를 배합해 만든다. 아랍빵 등 납작빵을 올리브유에 찍은 다음 둑까에 찍어 먹는 경우가 많다.

## 같이 보기
- 자타르